# Громадський Олег В'ячеславович
Оле́г В'ячесла́вович Грома́дський (нар. 28 березня 1973, Круподеринці, УРСР — пом. 24 лютого 2022, Харків, Україна) — український військовик, полковник Збройних сил України, екс-командир 16-го окремого мотопіхотного батальйону «Полтава». Загинув під час російсько-української війни (2022).

## Життєпис
Народився у Круподеринцях, що на Полтавщині (за іншими даними — у Савинцях). Після закінчення школи пробував вступити до десантного училища, однак не пройшов через вади здоров'я. У серпні 1991 року вступив до Саратівського військового училища (нині — Саратівський військовий інститут військ національної гвардії). Незважаючи на те, що після розпаду СРСР опинився на території Росії, бажав служити в Україні та контактував щодо цього з Національною гвардією. 1993 року брав участь у патрулюваннях Москви під час Серпневого путчу.
Під час однієї з відпусток додому отримав припис: з'явитися до  Харківського вищого військового училища Національної гвардії України. Після інтенсивного курсу навчання отримав звання лейтенанта.
2000 року в складі 6-ї дивізії Нацгвардії, що увійшла до лав 92-ї омбр, перейшов до лав Збройних сил України.
Під час Революції гідності та після її закінчення був членом координаційної ради Харківського Євромайдану.
2014 року став до лав Збройних сил України у складі 16-го окремого мотопіхотного батальйону «Полтава». Очолоював батальйон протягом 2015—2017 років. 2016 року був призначений на посаду радника голови Полтавської ОДА.
Обіймав посаду старшого офіцера групи напрямку центру поточних операцій Об'єднано-оперативного штабу ЗС України. Згодом був звільнений у запас.
У квітні 2021 року разом з добровольцями, волонтерами та патріотичним політикумом заснував «Штаб оборони Харківщини». Метою організації стало формування батальйонів територіальної оборони та мобілізація населення в умовах небезпеки, що насувалася з боку Росії.
Загинув 24 лютого 2022 року, в перший день масштабного вторгнення Росії до України. Громадський разом з побратимам з підрозділу територіальної оборони проїжджав на джипі повз нерозірвані снаряди, коли один з них здетонував і призвів до несумнісних з життям поранень.
Разом з Олегом Громадським воював і його син — лейтенант Євгеній Громадський. 25 березня 2022 року за особисту мужність і героїзм, виявлені у захисті державного суверенітету та територіальної цілісності України, вірність військовій присязі він одержав звання «Герой України» з удостоєнням ордена «Золота Зірка».

## Відзнаки та нагороди
- Нагрудний знак «Знак пошани»
- Пам'ятний знак «За воїнську доблесть»
- Медаль «За сумлінну службу» I ступеня
- Медаль «За сумлінну службу» II ступеня
- Медаль «За сумлінну службу» III ступеня
- Нагрудний знак «Учасник АТО»
- Медаль «10 років Збройним Силам України»
- Медаль ветеран служби 25 років.
- Нагрудний знак Козацький хрест 1 ступеня.
- Нагрудний знак за зразкову службу.
- Нагрудний знак за оборону Авдіївка.
- Нагрудний знак Начальника генерального штабу Головнокомандувача ЗСУ «За доблесну військову службу батьківщині».

## Вшанування пам'яті
Наприкінці березня 2023 року Харківська міська влада ініціювала обговорення щодо перейменування у місті вулиці Броненосця Потьомкін на вулицю Олега Громадського
13 червня 2023 року у місті Харків вулицю Броненосця «Потьомкін» перейменували на вулицю Олега Громадського.